# Paul Bernays
A nu se confunda cu Isaac Bernays (1792 –  1849), rabin în Hamburg.
Paul Isaac Bernays (n. 17 octombrie 1888 - d. 18 septembrie 1977) a fost un matematician elvețian de etnie ebraică, cu contribuții semnificative în logica matematică, teoria axiomatică a mulțimilor și filosofia matematicii.
O lucrare importantă a sa este Teoria axiomatică a mulțimilor (Amsterdam, 1958).
1. 1 2  MacTutor History of Mathematics archive, accesat în 22 august 2017
2. 1 2  Paul Isaak Bernays, Encyclopædia Britannica Online, accesat în 9 octombrie 2017
3. 1 2  Paul Bernays, Brockhaus Enzyklopädie
4. 1 2  Paul Bernays, Autoritatea BnF
5. 1 2  Paul Bernays, SNAC, accesat în 9 octombrie 2017
6. ↑  „Paul Bernays”, Gemeinsame Normdatei, accesat în 31 decembrie 2014
7. ↑  Find a Grave
8. 1 2  „Paul Bernays”, Gemeinsame Normdatei, accesat în 31 martie 2015
9. ↑  Autoritatea BnF, accesat în 10 octombrie 2015
10. ↑  CONOR.SI[*] Verificați valoarea |titlelink= (ajutor)
11. 1 2   (PDF) http://www.phil.cmu.edu/projects/bernays/Pdf/bernays31_2001-08-17.pdf, accesat în 17 octombrie 2017 Lipsește sau este vid: |title= (ajutor)
12. 1 2 3  MacTutor History of Mathematics archive
13. ↑  Genealogia matematicienilor